# Béla Kárpáti
Béla Kárpáti   (Felsőgalla, 30 de setembre de 1929 - Budapest, 31 de desembre de 2003) fou un futbolista hongarès de la dècada de 1950 i entrenador de futbol.
Jugava en la demarcació de defensa. Amb la selecció hongaresa disputà els Mundials de 1954 i 1958. A nivell de club defensà els colors de Győri ETO FC i Vasas SC. Un cop retirat fou entrenador de Vasas SC, Fehérvár FC i Zalaegerszegi TE.